# The Leper
The Leper è un cortometraggio muto del 1913. Il nome del regista non viene riportato nei credit del film prodotto dalla Champion Film Company di Mark M. Dintenfass.

## Produzione
Il film fu prodotto dalla Champion Film Company, una compagnia indipendente che Dintenfass aveva fondato nel 1909, stabilendone gli studi a Fort Lee, nel New Jersey. Nel 1912, la società si fuse insieme ad altre piccole compagnie nell'Universal Film Manufacturing Company (la futura Universival, una delle major di Hollywood) e The Leper appare come l'ultimo film prodotto dalla Champion.

## Distribuzione
Distribuito dall'Universal Film Manufacturing Company, il film - un cortometraggio di una bobina - uscì nelle sale cinematografiche USA il 19 maggio 1913.